# Änggårdsbergen (naturreservat)
Änggårdsbergen är ett stort skogsområde i Fässbergs socken i Mölndals kommun samt Örgryte och Västra Frölunda socknar i Göteborgs kommun i Västergötland. Till största delen är det klassat som naturreservat sedan oktober 1975. Reservatet omfattar cirka 300 hektar, varav Göteborgs och Mölndals kommun tillsammans äger 220 hektar. Av området reserverades ursprungligen 4 400 kvadratmeter för Sahlgrenska utbyggnad. Överenskommelse om intrångsersättning eller inlösen av 57 hektar träffades med flera markägare. 2016 utökades reservatet mot Högsbo industriområde så att det även kom att omfatta det tidigare självständiga naturreservatet Högsbo pegmatitbrott.

## Historia
Änggårdsbergen är ett populärt område för friluftslivet där många människor cyklar, springer, promenerar, fikar och grillar. Stadsdelen Änggården ligger också i anslutning till skogsområdet. 
Naturreservatet Änggårdsbergen utgörs av en höjdplatå, delad av dalgångar i fem delvis mycket branta bergsryggar, som på flera ställen täcks av ljunghedar. På några av de högsta punkterna finns fornrösen, sammanlagt nio stycken, samt en fornborg. 
Stora delar av reservatet är skogklädda, med ek, björk och tallskog på höjderna och blandskog med inslag av ädellövskog i dalarna. Området innehåller ett antal sjöar, som Axlemossen, Finnsmossen, Trinde mosse och Torbjörnsmossen, med avrinning genom bäckravinerna. I dalar och sänkor finns myrgölar och kärr.
Skogen i Änggårdsbergen avverkades troligen på 1500-talet. Marken svedjades för användning som betesmark, tillhörande gårdarna Stora Änggården och Lilla Änggården. Dessa utmarker sträckte sig söderut bort mot Eklanda by i Fässbergs socken. Apotekaren Arvid Gren, som övertog Stora Änggården vid mitten av 1800-talet lät sedan plantera ny skog på de kala bergen. Vid tillkomsten av Göteborgs botaniska trädgård 1919-1923 förvärvades både inägor och utmarker från de båda gårdarna. Ett antal markägare donerade sina arealer och Göteborgs stad förvärvade ytterligare mark. I och med detta var Änggårdsbergen skyddade för exploatering och kom att utgöra trädgårdens ytterområde.
Den del av reservatet som ligger inom Mölndals kommun, förvaltas av kommunen. Den del som ligger inom Göteborgs kommun förvaltas av Göteborgs botaniska trädgård, som sedan 1998 under Västra Götalandsregionen. Göteborgs botaniska trädgård avgränsas genom ett staket mot Änggårdsbergen. Största delen av trädgårdens arboretum ligger utanför staketet, medan Naturparken med Vitsippsdalen ligger innanför staketet. Denna del av området har sedan 1910-talet särskild status som ett reservat av rik västsvensk lövskogsvegetation där inga andra ingrepp får göras än sådana som krävs för framkomligheten på gångvägarna.

## Finnsmossen
Finnsmossen, även kallad Finns mosse eller Näckrosdammen, är en liten sjö i Änggårdsbergen. Den ligger nära den inhägnade delen av Botaniska trädgården i norra delen av området och är ett omtyckt utflyktsmål för ornitologer och andra biologer.
Andra större sjöar och mossar är: Nedre Torbjörnsmossen, Övre Torbjörnsmossen, Axlemossen och Trinde mossen.

## Bilder

Änggårdsbergen
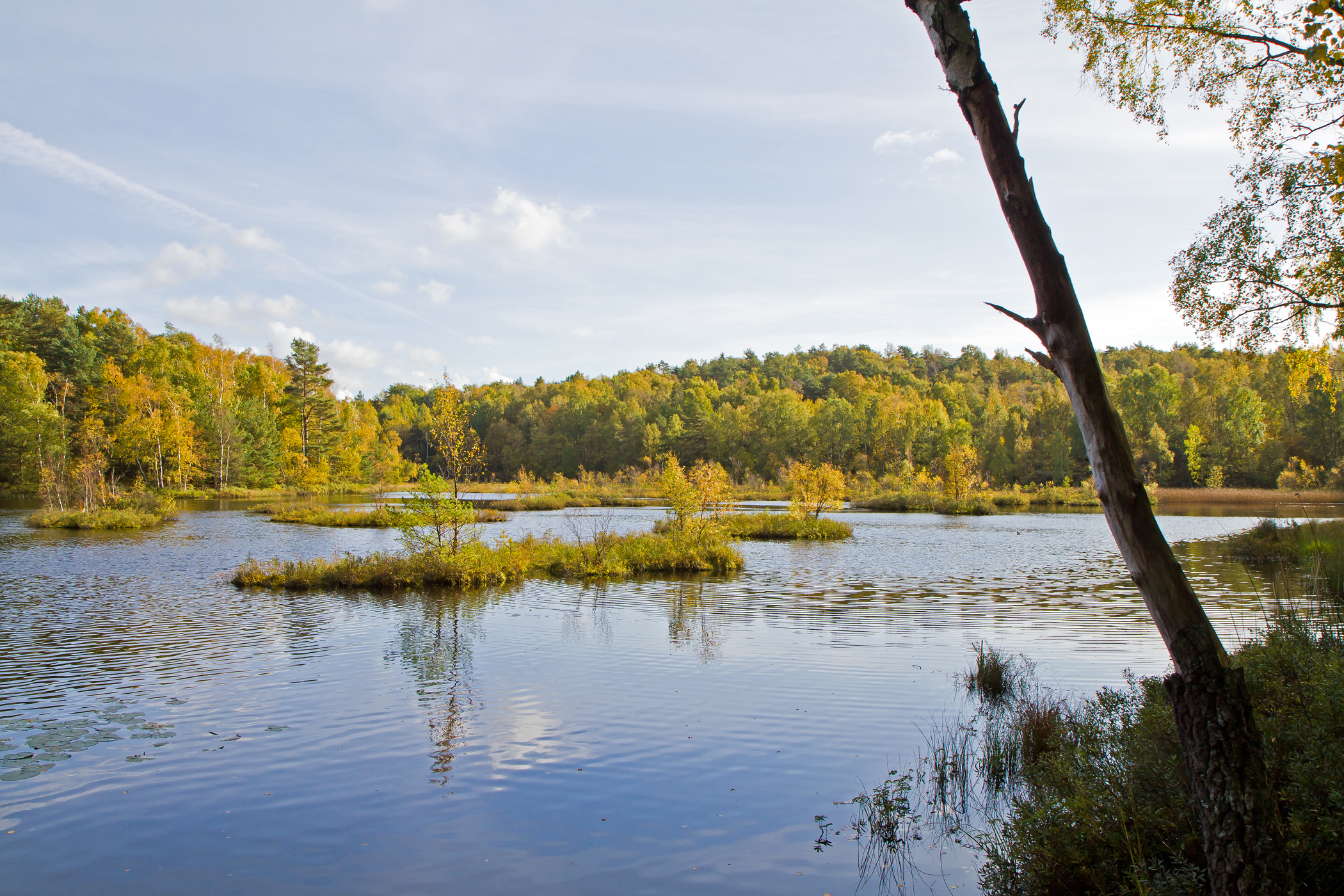
Axlemossen, september 2011.
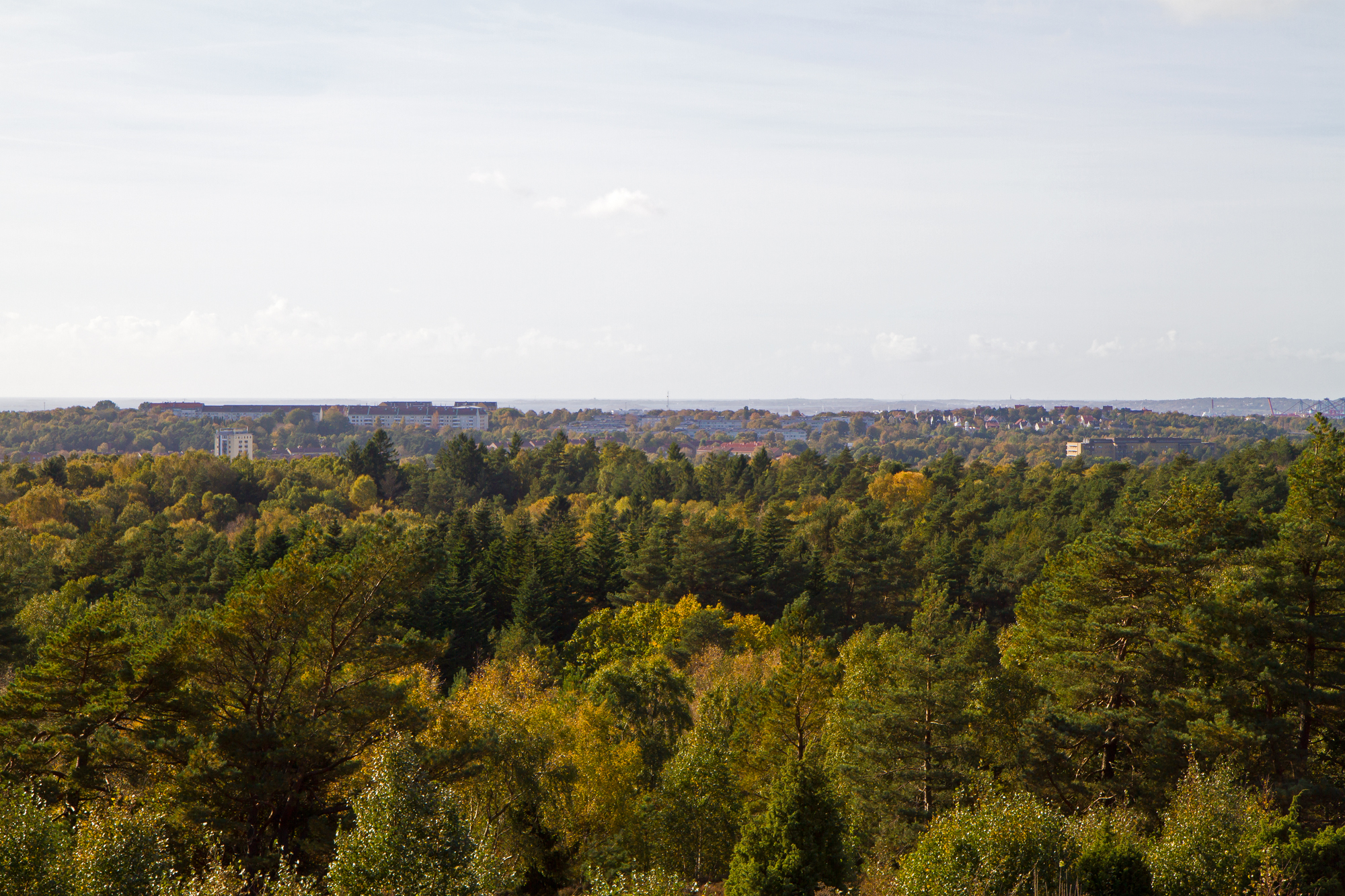
Utsikt västerut, september 2011.
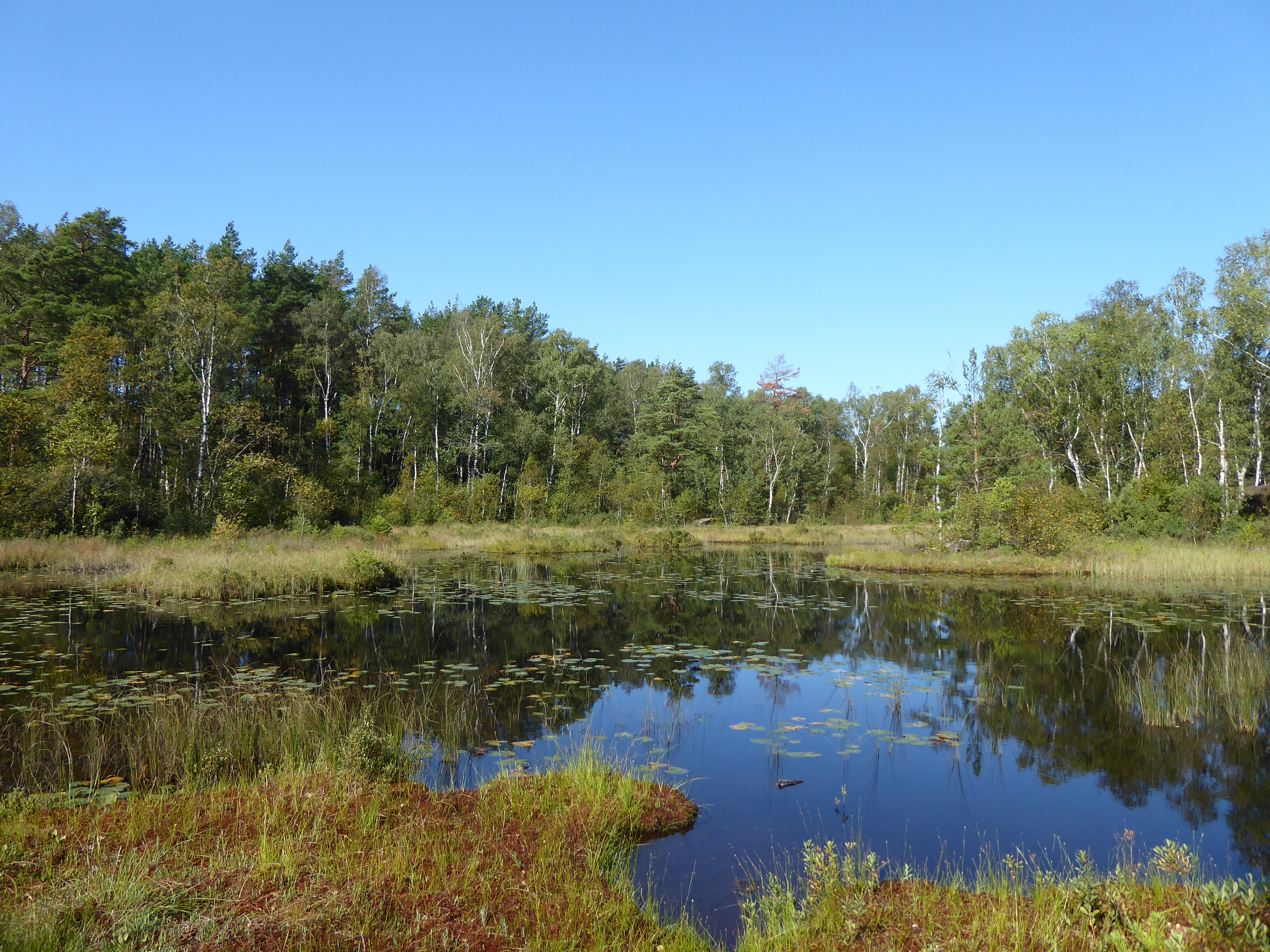
Övre Torbjörnsmossen österifrån den 2 september 2021.
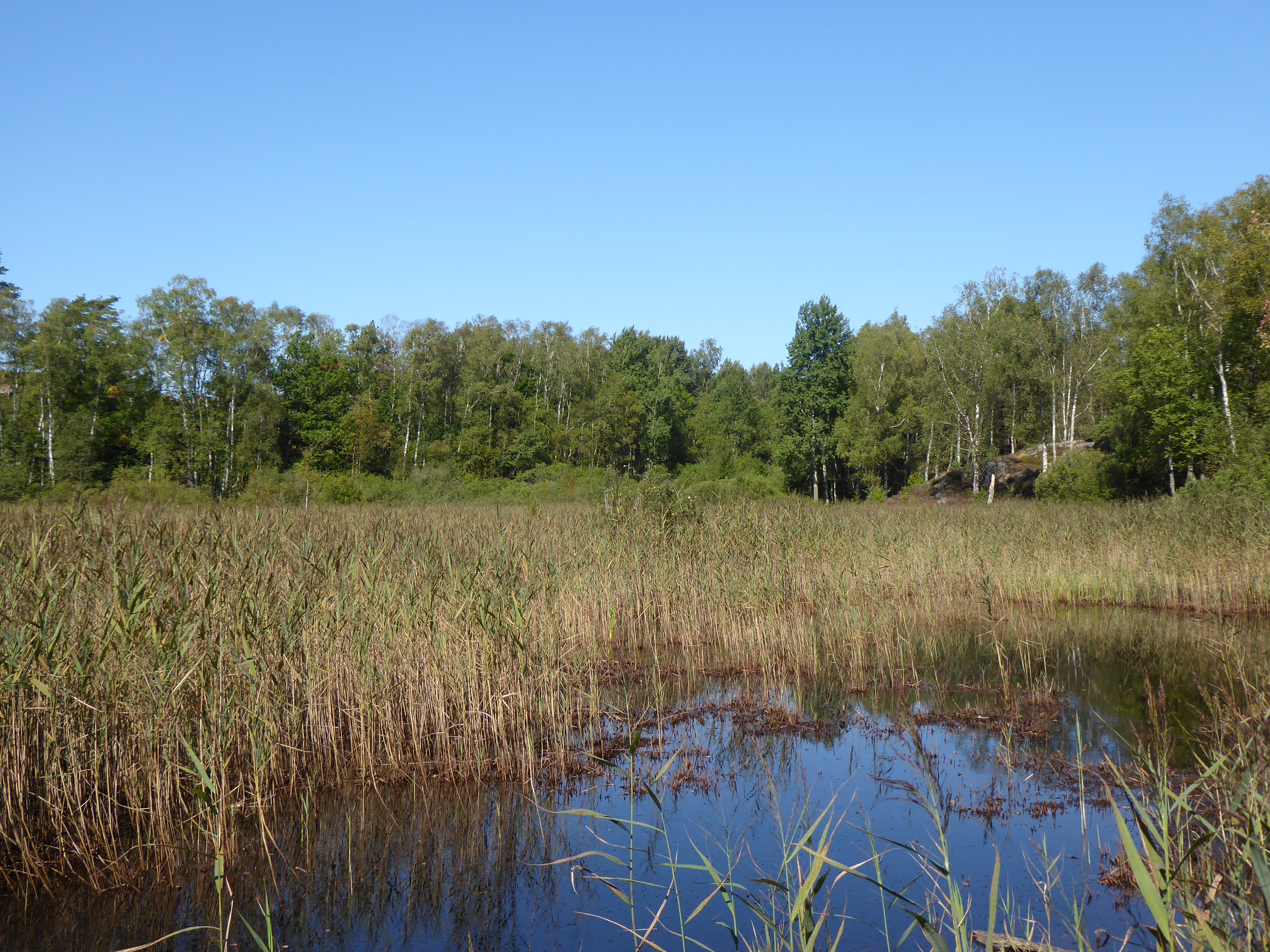
Nedre Torbjörnsmossen från sydöst den 2 september 2021.
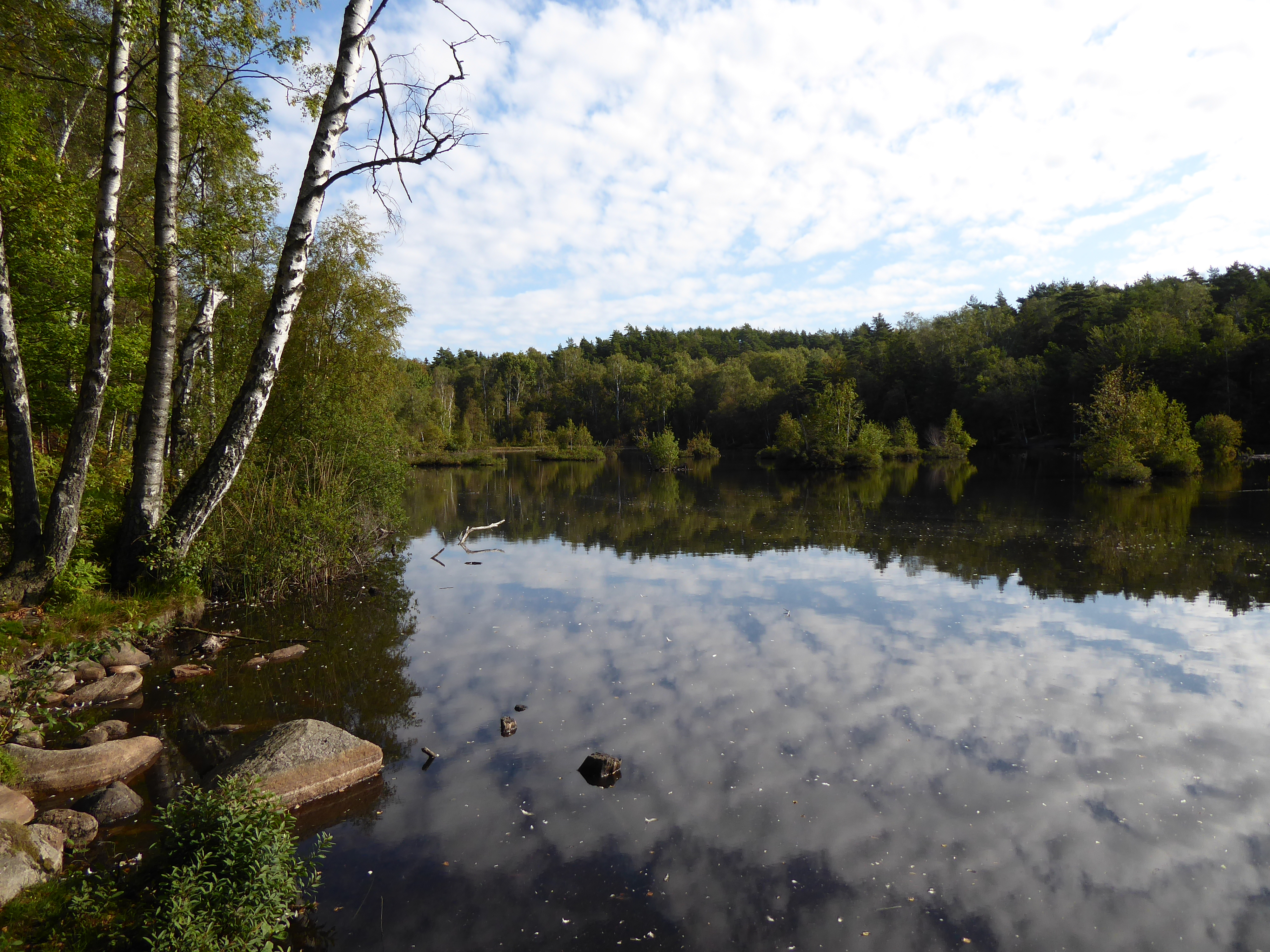
Axlemossen från sydväst den 2 september 2021.
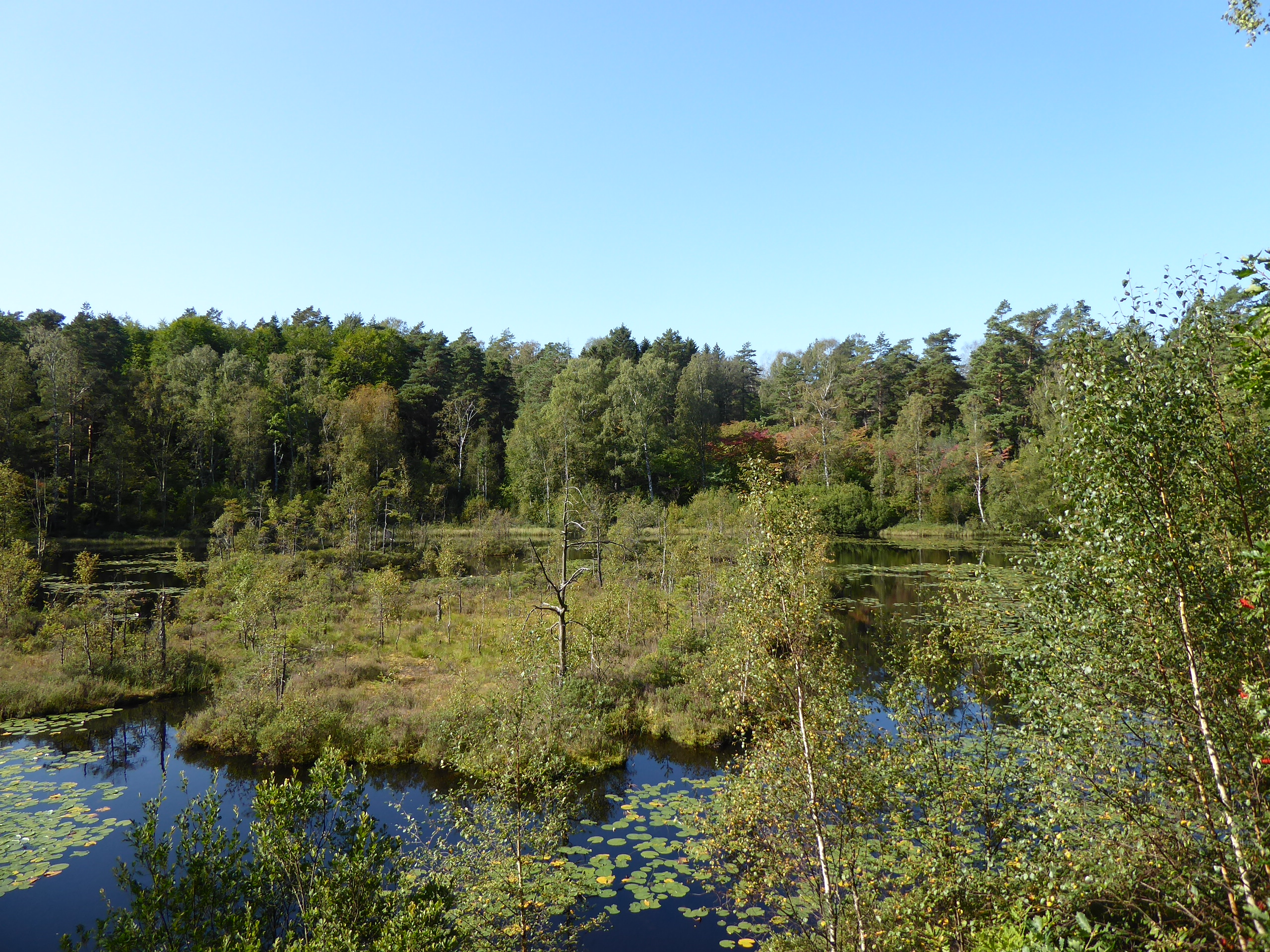
Finnsmossen österifrån den 2 september 2021.
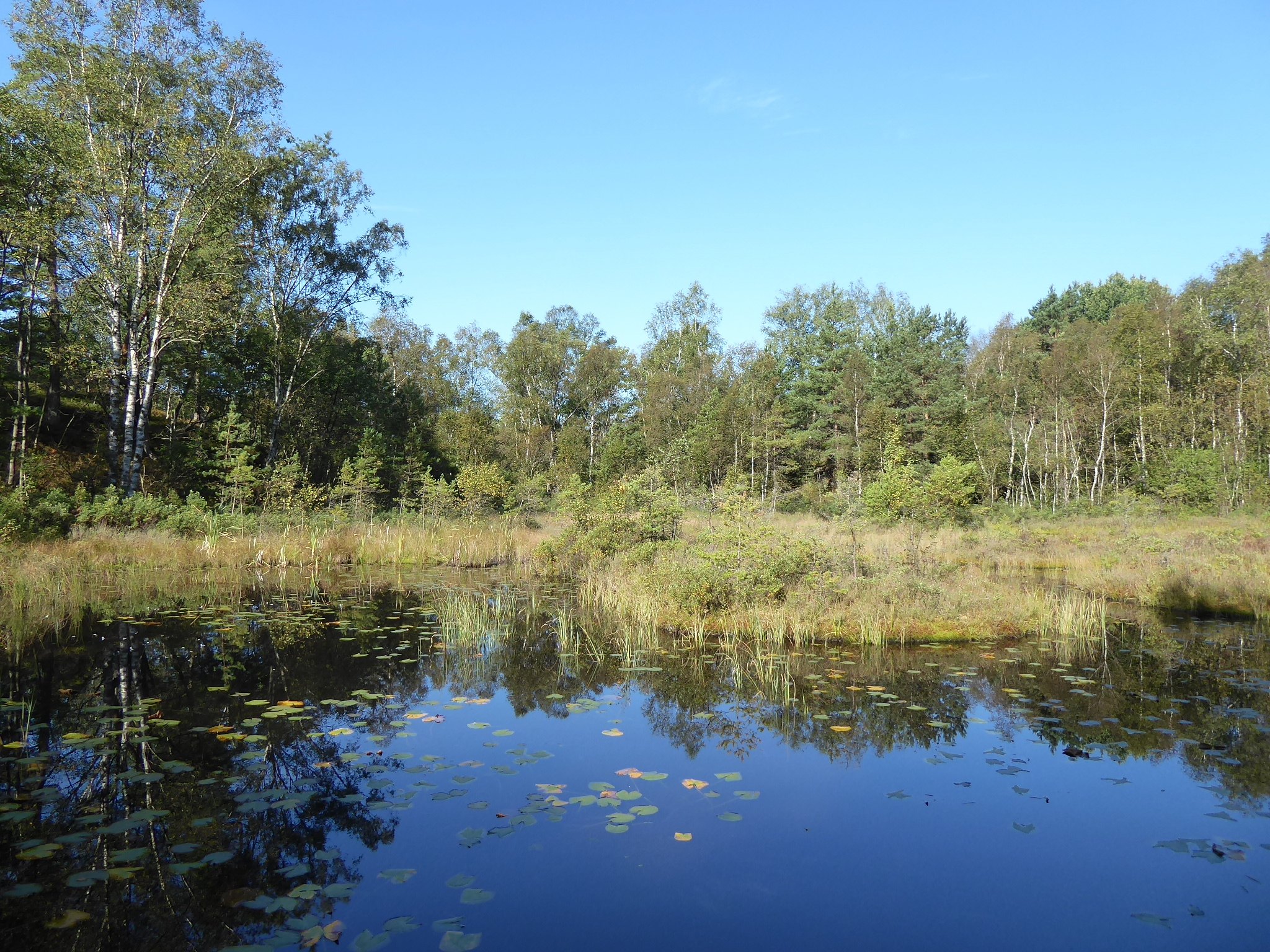
Lille Jons damm från sydöst den 2 september 2021.
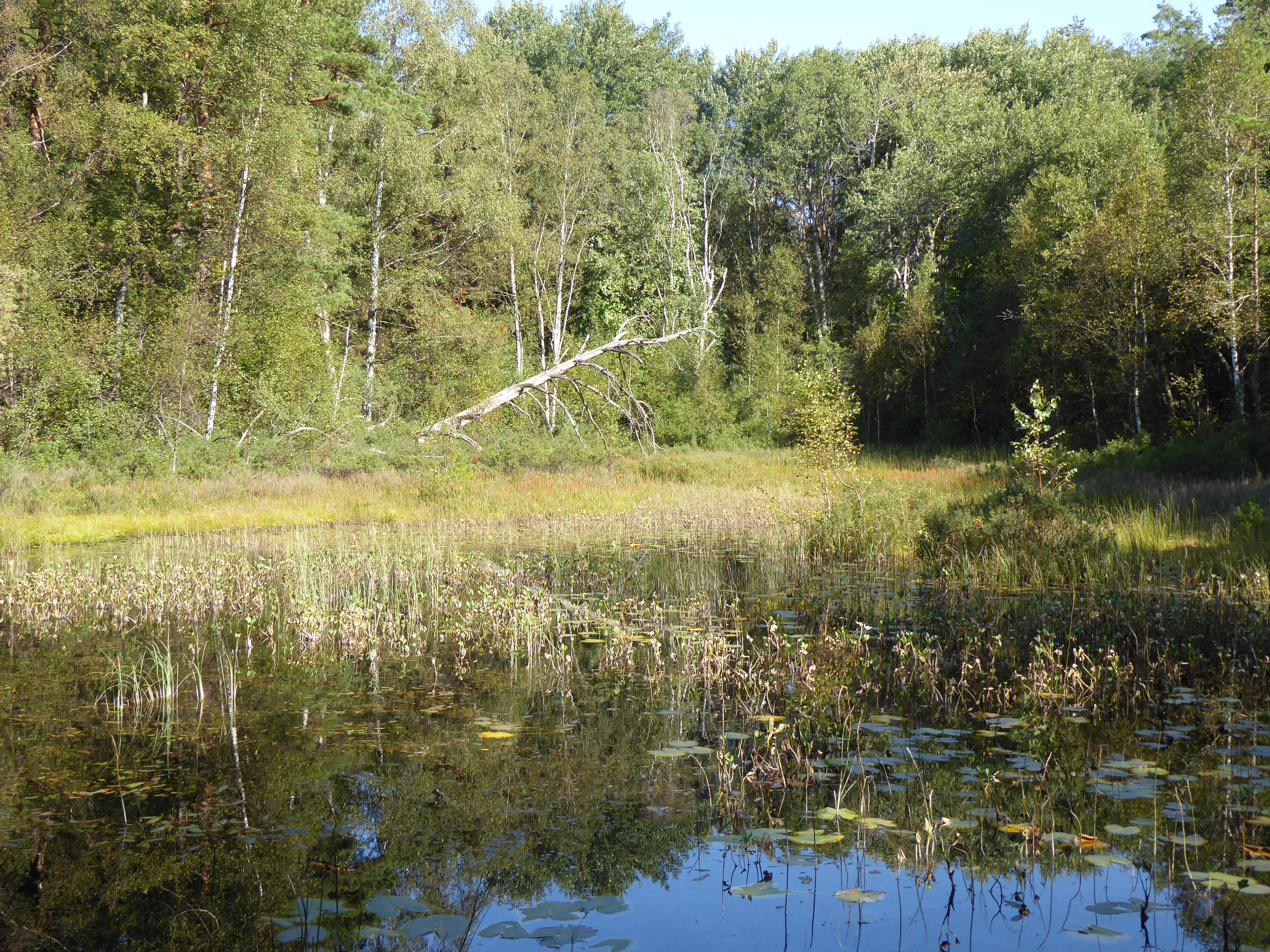
Den svårfotograferade Sandåsmossen från sydöst den 2 september 2021.
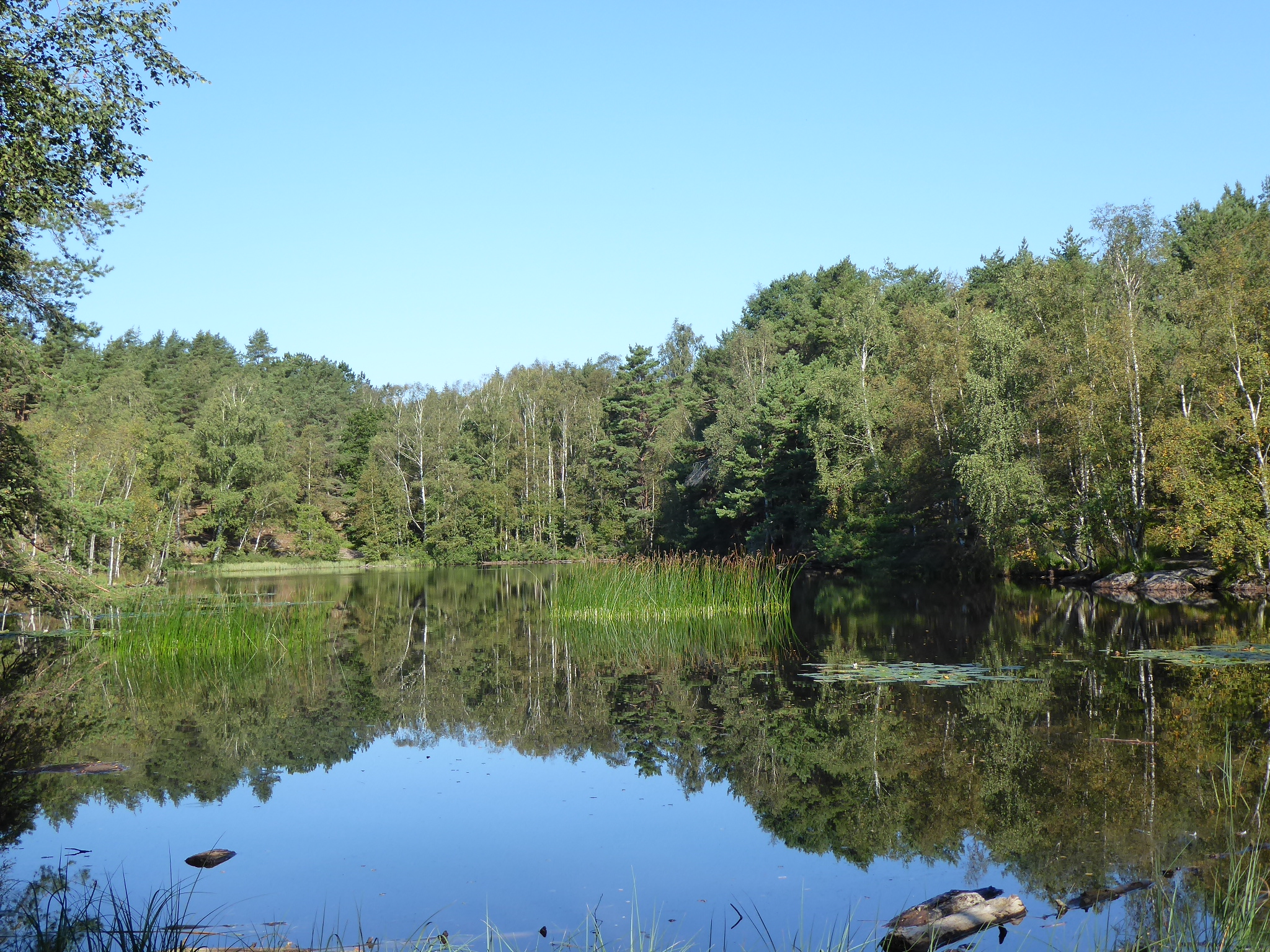
Trindemossen söderifrån den 2 september 2021.